# Rhythm on the River
Rhythm on the River is een Amerikaanse filmkomedie uit 1940 onder regie van Victor Schertzinger.

## Verhaal
Als de beroemde componist Oliver Courtney last krijgt van een schrijversblok, neemt hij broodschrijvers in dienst voor zijn nieuwe nummers. Zijn teksten worden geschreven door Cherry Lane. De melodieën zijn van de hand van Bob Sommers. Wanneer ze kennismaken met elkaar, worden ze meteen verliefd. Ze besluiten hun werk in eigen naam uit te brengen. Alleen denkt iedereen dat ze Oliver Courtney plagiëren.

## Rolverdeling
| Acteur             | Personage         |
| ------------------ | ----------------- |
| Bing Crosby        | Bob Sommers       |
| Mary Martin        | Cherry Lane       |
| Basil Rathbone     | Oliver Courtney   |
| Oscar Levant       | Billy Starbuck    |
| Oscar Shaw         | Charlie Goodrich  |
| Charley Grapewin   | Oom Caleb         |
| Lillian Cornell    | Millie Starling   |
| William Frawley    | Mijnheer Westlake |
| John Scott Trotter | Orkestleider      |
| Jeanne Cagney      | Nicht             |
| Helen Bertram      | Tante Delia       |
| Ken Carpenter      | Teddy Gardner     |
| Charles Lane       | Bernard Schwartz  |
| Harry Barris       | Saxofoonspeler    |
| Wingy Manone       | Wingy Manone      |

## Prijzen en nominaties
| Jaar | Prijs  | Categorie              | Genomineerde(n)            | Uitslag     |
| ---- | ------ | ---------------------- | -------------------------- | ----------- |
| 1940 | Oscars | Beste originele nummer | James V. Monaco John Burke | Genomineerd |

## Filmmuziek
- Only Forever
- When the Moon Comes Over Madison Square
- Rhythm on the River
- That's for Me
- What Would Shakespeare Have Said?
- Ain't It a Shame About Mame?
- I Don't Want to Cry Any More
- Tiger Rag